# Halsknappane
Halsknappane är en kulle i Antarktis. Den ligger i Östantarktis. Norge gör anspråk på området. Toppen på Halsknappane är 2 600 meter över havet.
Terrängen runt Halsknappane är kuperad åt nordost, men åt sydväst är den platt. Trakten är obefolkad. Det finns inga samhällen i närheten.